# Carola Schouten
Cornelia Johanna (Carola) Schouten (ur. 6 października 1977 w ’s-Hertogenbosch) – holenderska polityk, działaczka Unii Chrześcijańskiej (CU), posłanka do Tweede Kamer, w latach 2017–2024 wicepremier, w latach 2017–2022 minister rolnictwa, zasobów naturalnych i żywności, od 2022 do 2024 minister bez teki.

## Życiorys
W 1995 ukończyła szkołę średnią w Sleeuwijku w gminie Werkendam. Studiowała następnie zarządzanie przedsiębiorstwem na Uniwersytecie Erazma w Rotterdamie oraz zarządzanie na Uniwersytecie Telawiwskim. Początkowo pracowała jako urzędniczka w ministerstwie spraw społecznych i zatrudnienia. Zaangażowała się w działalność polityczną w ramach Unii Chrześcijańskiej. Była etatową działaczką tego ugrupowania, odpowiadała za finanse jej frakcji parlamentarnej.
W 2011 objęła mandat posłanki do Tweede Kamer. Wybierana następnie do niższej izby Stanów Generalnych w wyborach w 2012, 2017 i 2021.
W październiku 2017 została wicepremierem oraz ministrem rolnictwa, zasobów naturalnych i żywności w trzecim rządzie Marka Rutte. W styczniu 2022 w powołanym wówczas czwartym gabinecie dotychczasowego premiera pozostała na stanowisku wicepremiera, objęła jednocześnie funkcję ministra bez teki ds. przeciwdziałania ubóstwu, partycypacji i emerytur. Urzędy te sprawowała do lipca 2024.